# Dendranthema
Dendranthema är ett släkte av korgblommiga växter. Dendranthema ingår i familjen korgblommiga växter.

## Dottertaxa tillDendranthema, i alfabetisk ordning[1]
- Dendranthema aphrodite
- Dendranthema argyrophyllum
- Dendranthema arisanense
- Dendranthema boreale
- Dendranthema brevilobum
- Dendranthema chanetii
- Dendranthema crassum
- Dendranthema cultivars
- Dendranthema cuneifolium
- Dendranthema foliaceum
- Dendranthema glabriusculum
- Dendranthema hypargyrum
- Dendranthema japonicum
- Dendranthema lavandulifolium
- Dendranthema leucanthum
- Dendranthema longibracteatum
- Dendranthema maximowiczii
- Dendranthema mongolicum
- Dendranthema morii
- Dendranthema myrianthum
- Dendranthema naktongense
- Dendranthema occidentali-japonense
- Dendranthema ogawae
- Dendranthema okiense
- Dendranthema oreastrum
- Dendranthema ornatum
- Dendranthema pacificum
- Dendranthema potentilloides
- Dendranthema quercifolium
- Dendranthema rupestre
- Dendranthema seticuspe
- Dendranthema shiwogiku
- Dendranthema sinchangense
- Dendranthema xeromorphum
- Dendranthema yoshinaganthum